# Stefan Koubek
Stefan Koubek (* 2. ledna 1977 v Klagenfurtu, Rakousko) je bývalý rakouský profesionální tenista hrající levou rukou obouručným bekhendem. Během své kariéry doposud vyhrál 3 turnaje ATP World Tour ve dvouhře a 1 turnaj ve čtyřhře. Jeho největším úspěchem byl postup do čtvrtfinále dvouhry na Australian Open 2002.
V roce 2000 byl diskvalifikován na French Open, když hodil raketou, která zasáhla sběrače míčků. Další diskvalifikace přišla v roce 2007 v Métách, kde se pohádal se supervizorem turnaje. V roce 2005 mu byl za pozitivní dopingový test udělen tříměsíční distanc.

## Finálové účasti na turnajích ATP World Tour (8)

### Dvouhra - výhry (3)
| Legenda                                                       |
| ATP International Series Gold / ATP World Tour 500 Series (0) |
| ATP International Series / ATP World Tour 250 Series (3)      |

| Č. | Datum          | Turnaj            | Povrch | Soupeř ve finále    | Výsledek      |
| 1. | 2. květen 1999 | Atlanta, USA      | antuka | Sébastien Grosjean  | 6-1, 6-2      |
| 2. | 5. březen 2000 | Delray Beach, USA | tvrdý  | Alex Calatrava      | 6-1, 4-6, 6-4 |
| 3. | 5. leden 2003  | Dauhá, Katar      | tvrdý  | Jan-Michael Gambill | 6-4, 6-4      |

### Dvouhra - prohry (3)
| Legenda                                                  |
| ATP International Series / ATP World Tour 250 Series (3) |

| Č. | Datum         | Turnaj                      | Povrch  | Vítěz          | Výsledek       |
| 1. | 19. září 1999 | Bournemouth, Velká Británie | antuka  | Adrian Voinea  | 1-6, 7-5, 7-62 |
| 2. | 5. únor 2006  | Záhřeb, Chorvatsko          | koberec | Ivan Ljubičić  | 6-3, 6-4       |
| 3. | 7. leden 2007 | Čennaí, Indie               | tvrdý   | Xavier Malisse | 6-1, 6-3       |

### Čtyřhra - výhry (1)
| Legenda                                                       |
| ATP International Series Gold / ATP World Tour 500 Series (1) |
| ATP International Series / ATP World Tour 250 Series (0)      |

| Č. | Datum             | Turnaj              | Povrch | Partner               | Soupeři ve finále       | Výsledek |
| 1. | 30. červenec 2006 | Kitzbühel, Rakousko | antuka | Philipp Kohlschreiber | Oliver Marach Cyril Suk | 6-2, 6-3 |

### Čtyřhra - prohry (1)
| Legenda                                                  |
| ATP International Series / ATP World Tour 250 Series (1) |

| Č. | Datum          | Turnaj       | Povrch | Partner      | Vítězové              | Výsledek |
| 1. | 11. leden 2004 | Dauhá, Katar | tvrdý  | Andy Roddick | Martin Damm Cyril Suk | 6-2, 6-4 |

## Davisův pohár
Stefan Koubek se zúčastnil 22 zápasů v Davisově poháru  za tým Rakouska s bilancí 20-19 ve dvouhře.

## Postavení na žebříčku ATP na konci sezóny

### Dvouhra
| Rok    | 1994  | 1995   | 1996   | 1997   | 1998  | 1999  | 2000  | 2001  | 2002  | 2003  | 2004  | 2005   | 2006  | 2007  | 2008   | 2009   |
| Pořadí | 1212. | ▲ 544. | ▲ 308. | ▲ 124. | ▲ 94. | ▲ 42. | ▼ 54. | ▼ 63. | ▲ 54. | ▬ 54. | ▼ 62. | ▼ 170. | ▲ 79. | ▲ 47. | ▼ 201. | ▲ 135. |

### Čtyřhra
| Rok    | 1994  | 1995   | 1996   | 1997    | 1998 | 1999   | 2000    | 2001   | 2002   | 2003   | 2004   | 2005   | 2006   | 2007   | 2008   | 2009    |
| Pořadí | 1164. | ▲ 819. | ▼ 931. | ▼ 1277. | ▼ x  | ▲ 379. | ▼ 1094. | ▲ 589. | ▲ 371. | ▲ 341. | ▲ 198. | ▼ 483. | ▲ 178. | ▼ 210. | ▼ 639. | ▼ 1076. |

## Ukončení kariéry
Kariéru ukončil v červenci roku 2011. V letech 2015 až 2021 byl nehrajícím kapitánem rakouského daviscupového týmu.